# المدهر (القطن)
'

تعديل مصدري - تعديل

المدهر هي إحدى قرى عزلة القطن بمديرية القطن التابعة لمحافظة حضرموت، بلغ تعداد سكانها 180 نسمة حسب تعداد اليمن لعام 2004.